# Alberto Chipande
Alberto Chipande   (Districte de Mueda, 10 d'octubre de 1939) és un polític moçambiquès polític i antic membre líder del FRELIMO. Va ser el primer ministre de Defensa de Moçambic després de la independència el 1975, romanent en aquest lloc fins almenys 1986, sota el president Samora Machel. Chipande va ser també membre del Buró Polític del Comitè Central del FRELIMO, que es va ocupar del govern durant 18 dies a la fi de 1986 després de la mort de Machel. També és membre de l'Assemblea de la República del Frelimo per la província de Cabo Delgado.
A Chipande se li atribueix disparar els primers trets de la guerra per la independència de Portugal el 25 de setembre de 1964. Quan la independència es va aconseguir el 1975, va esdevenir ministre de Defensa en el govern del FRELIMO.
Després de la creació del Consell d'Estat, un òrgan amb la funció d'assessorar al president, Chipande va ser un dels quatre membres designats al Consell pel president Armando Guebuza; ell i els altres membres del Consell van prestar jurament el 23 de desembre de 2005. Chipande va ser reelegit per al Comitè central del FRELIMO al congrés del partit de novembre de 2006. Va ser el candidat amb major puntuació en aquesta elecció, va rebre 1.138 vots dels 1.326 delegats. La seva influència fou vital per a l'elecció de Filipe Nyusi com a cap del Frelimo.